# Eubie Blake
Eubie Blake, vlastním jménem James Hubert Blake, (7. února 1887 Baltimore – 12. února 1983 New York) byl americký pianista a hudební skladatel, představitel stylu ragtime.
Uváděl, že se narodil v roce 1883, podle úředních záznamů však byl o čtyři roky mladší. Byl synem přístavního nosiče a pradleny. Když mu bylo pět let, objevil jeho talent majitel obchodu s hudebními nástroji. Rodiče mu koupil na splátky harmonium, na které ho učila hrát místní kostelní varhanice, ve dvanácti letech složil první píseň Charleston Rag. Zpočátku se živil hraním v nevěstincích, na show potulných mastičkářů a v klubech v Atlantic City, od roku 1907 byl v angažmá v baltimorském hotelu Joe Ganse. Komponovat ho učil William Llewellyn Wilson. Roku 1915 navázal umělecké partnerství s textařem a zpěvákem Noblem Sisslem, napsali spolu muzikál Shuffle Along, který měl premiéru v roce 1921 jako první dílo afroamerických autorů uvedené na Broadwayi. Pracoval pro vydavatelství Emerson Records, jeho skladby zpívala Josephine Bakerová, Ethel Watersová i Florence Millsová. V roce 1932 nahrál se svým orchestrem hudbu k filmu Harlem Is Heaven. V roce 1937 byl uveden další jeho muzikál Swing It, jehož spoluautorem byl Milton Reddie.
Za druhé světové války působil v United Service Organizations, po válce vystudoval skladbu na Newyorské univerzitě. V roce 1969 vydal bilanční album The Eighty-Six Years of Eubie Blake, které bylo nominováno na Cenu Grammy. Jako hudebník a bavič vystupoval do vysokého věku a byl populární jako poslední pamětník zlaté ragtimové a vaudevillové éry. Účinkoval na Berlínských jazzových dnech a v pořadech Saturday Night Live a The Tonight Show Starring Johnny Carson, hrál ve filmu Jeremyho Kagana Scott Joplin.
O jeho životě a tvorbě vznikl muzikál Eubie! V roce 1981 mu byla udělena Prezidentská medaile svobody a v roce 1995 byl přijat do American Theater Hall of Fame.